# Mieczków (województwo łódzkie)
Mieczków – wieś w Polsce położona w województwie łódzkim, w powiecie wieruszowskim, w gminie Wieruszów.
| SIMC    | Nazwa     | Rodzaj     |
| ------- | --------- | ---------- |
| 0210849 | Pustkowie | przysiółek |

W latach 1975–1998 miejscowość administracyjnie należała do województwa kaliskiego.